# Председнички избори у САД 1868.
Председнички избори у Сједињеним Државама 1868. били су 21. четворогодишњи председнички избори, одржани у уторак, 3. новембра 1868. На првим изборима у ери реконструкције, републикански кандидат Јулисиз С. Грант победио је Хоратио Сејмур из Демократске странке. То су били први председнички избори који су одржани након завршетка америчког грађанског рата и укидања ропства. То су били први избори на којима су Афроамериканци могли да гласају у реконструисаним јужним државама, у складу са Првим законом о реконструкцији.
Актуелни председник Ендру Џонсон наследио је председничку функцију 1865. након убиства Абрахама Линколна, републиканца. Џонсон, ратни демократа из Тенесија, служио је као Линколнов потпредседник 1864. на листи Националне уније, која је била дизајнирана да привуче републиканце и ратне демократе. По ступању на функцију, Џонсон се сукобио са републиканским Конгресом око политике реконструкције и био је опозван и скоро смењен са функције. Џонсон је добио одређену подршку за још један мандат на Демократској националној конвенцији 1868. године, али је, након неколико гласања, конвенција номиновала Сејмура, који је раније био гувернер Њујорка. Републиканска национална конвенција из 1868. једногласно је номиновала Гранта, који је био највиши генерал Уније на крају грађанског рата. Демократе су критиковале политику републиканске реконструкције и „изричито су водиле кампању на антицрначкој, про-белој платформи, док су републиканци водили кампању за Грантову популарност и победу Уније у грађанском рату.
Грант је одлучно победио на изборима, али је његова маргина била ужа на гласању. Поред његове привлачности на северу, Грант је имао користи од гласова међу новоослободјеницима на југу, док је привремена политичка лишавања права многих јужњачких белаца помогла републиканским маргинама. Пошто три бивше државе Конфедерације (Тексас, Мисисипи и Вирџинија) још нису враћене у Унију, њихови бирачи нису могли да гласају на изборима. Ово је био последњи пут да је Мисури подржао републиканског кандидата до 1904. Ово је уједно био и последњи пут до 1912. да су демократе донеле више електорских гласова са севера (46) него са југа (34), иако је то делимично било због изузетно изузетне околности које су укључивале реконструкцију, а 1912. до преокрета је дошло због бољег демократског учинка у целој земљи, као и већег становништва севера. Ово је уједно био и последњи пут да су републиканци били бољи на изборима на југу него на северу до 1964. године, опет због веома велике већине у државама које су се реконструисале као што су Јужна Каролина и Тенеси.